# 쿨러 마스터
쿨러 마스터(Cooler Master Co., Ltd., 중국어: 訊凱國際)는 대만의 컴퓨터 하드웨어 제조업체이다. 로고는 육각형 모양이다. 1992년에 설립된 이 기업은 컴퓨터 케이스, PSU, 쿨러, 냉각 패드, 기타 액세서리와 같은 개인용 컴퓨터를 위한 부품들을 생산한다. 리테일 비즈니스 외에 쿨러 마스터는 엔비디아(VGA 쿨러), AMD (CPU 쿨러), EVGA (메인보드 히트싱크)를 포함하여 컴퓨터의 다른 브랜드 이름을 위한 쿨링 용액 OEM 업체이기도 하다. 최근 여러 해 동안 이 기업은 게이밍 커뮤니티에 사업과 브랜드 노출을 확대했으며 KODE5와 같은 수많은 행사를 지원하였다. 쿨러 마스터 제품들 중 일부는 iF 제품 디자인상 등을 수상하기도 했다.
쿨러 마스터의 본사는 중화민국 신베이시 중허 구에 위치해 있으며 중화인민공화국 후이저우 시에 제조 시설을 갖추고 있다. 국제 사업을 지원하기 위해 미국 (프리몬트 (캘리포니아주), 치노 (캘리포니아주)), 네덜란드 (펜로), 독일 (아우크스부르크), 러시아 (모스크바), 브라질 (상파울루) 등의 대륙에 분기 사무소를 두고 있다. 메인보드 외에 쿨러 마스터는 다른 시장 부문에도 브랜드를 분기하였는데 여기에는 게이밍 지향의 "CM 스톰"(CM Storm)과 라이프스타일 제품 계열 "Choiix"가 포함된다.

## 같이 보기
- 안텍
- Arctic
- 커세어 (기업)
- 딥쿨
- Fractal Design
- In Win Development
- NZXT
- PCCooler
- 실버스톤 테크놀로지
- Thermaltake
- 잘만테크